# Danny Rose
Daniel Lee „Danny” Rose (ur. 2 lipca 1990 w Doncasterze) – angielski piłkarz występujący na pozycji obrońcy w angielskim klubie Watford F.C.
26 marca 2016 zadebiutował w reprezentacji Anglii w wygranym 3:2 meczu z Niemcami.

## Sukcesy
Tottenham
- Finał Pucharu Ligi Angielskiej: 2014/2015
- Finał Ligi Mistrzów UEFA: 2018/2019

### Reprezentacyjne
- 3. miejsce w Lidze Narodów UEFA: 2018/2019
- Wicemistrzostwo Europy U-21: 2009
- Wicemistrzostwo Europy U-17: 2007

### Indywidualne
- Młody gracz roku w Sunderland: 2012/2013
- Drużyna Roku PFA w Premier League: 2015/2016, 2016/2017